# Set Catena
Set Catena es una cadena de cráteres de impacto (catena) situada en el hemisferio norte de Tritón, el satélite natural más grande de Neptuno. Lleva el nombre del dios egipcio Set (dios de la sequía y del desierto en la mitología egipcia), siendo el nombre aprobado por la Unión Astronómica Internacional en 1991. Se cree que Set Catena posiblemente sea el resultado de criovulcanismo en la superficie de Tritón.